# Учебные суда типа «Воин»
Учебные суда типа «Воин» — серия учебных судов специальной постройки из двух единиц, построенная в Швеции для Российского Императорского флота в 1892-1896 годах.

## Представители
| Название | Заложен | Спуск | В строю | Флот | Статус |
| -------- | ------- | ----- | ------- | ---- | --- |
| «Воин»   | 1892    | 1894  | 1894    | БФ   | С 1917 года использовалось как транспорт. В 1923 году переименовано в «Трефолев». В 1928 году сдано на долговременное хранение. В 1929 году передан ЭПРОН. С июня 1941 года плавбаза. В 1945 году исключен из списков флота и разделан на металл. |
| «Верный» | 1895    | 1896  | 1896    | БФ   | С 1917 года использовалось как блокшив. В 1923 году переименовано в «Петросовет», переклассифицировано в плавбазу подводных лодок. В 1925 году переименовано в «Ленинградсовет». В 1926 году переклассифицировано в учебное судно для обеспечения практики курсантов Военно-морского училища имени М. В. Фрунзе. С июня 1941 года - плавбаза дивизиона катерных тральщиков. Участвовало в переходе из Таллинна в Кронштадт. В 1945 году возвращено в состав учебных судов для прохождения штурманской практики курсантами Военно-морского училища имени М. В. Фрунзе и Высшего военно-морского инженерного училища имени Ф. Э. Дзержинского. С 1948 года несамоходная плавбаза. В начале 1950-х годов исключено из состава ВМФ и разделано на металл. |